# Helga Daub
Helga Daub,  geborene  Dornseif (* 12. Juni 1942 in Elberfeld, Wuppertal), ist eine deutsche Politikerin (FDP).

## Leben und Beruf
Nach der Mittleren Reife 1960 in Neuchâtel in der Schweiz besuchte Helga Daub die Hotelfachschule in Dortmund, die sie 1962 als Hotelkauffrau beendete. Anschließend war sie bis 1966 in Hotels in der Schweiz tätig. Seit 1966 arbeitet sie im Familienbetrieb Alb. Daub oHG in Wilnsdorf. 
Helga Daub ist stellvertretende Vorsitzende des Deutsch-Aserbaidschanischen Forums.
Helga Daub ist verheiratet und hat zwei Kinder.

## Partei
Seit 1980 ist sie Mitglied der FDP. Von 1996 bis 2005 war sie Vorsitzende des FDP-Kreisverbandes Siegen-Wittgenstein und außerdem Mitglied des Bezirksvorstandes Westfalen-West. 

## Abgeordnete
Von 1999 bis 2003 gehörte Helga Daub dem Kreistag des Landkreises Siegen-Wittgenstein an und war dort bis zum Oktober 2002 Vorsitzende der FDP-Fraktion. 
Von 2002 bis 2005 war sie Mitglied des Deutschen Bundestages. Schwerpunkt ihrer politischen Tätigkeit war hier die Verteidigungspolitik.
2009 erreichte sie in ihrem Wahlkreis 10,0 % der Erststimmen. Über die Landesliste der FDP wurde sie wieder Mitglied des Deutschen Bundestages und Obfrau der FDP-Bundestagsfraktion im Ausschuss für wirtschaftliche Zusammenarbeit und Entwicklung sowie ordentliches Mitglied im Ausschuss für Tourismus. Bei der Bundestagswahl 2013 konnte sie nicht mehr in den Bundestag einziehen, da die FDP an der 5-Prozent-Hürde scheiterte.
Unterlagen über ihre politische Tätigkeit liegen im Archiv des Liberalismus der Friedrich-Naumann-Stiftung für die Freiheit in Gummersbach.